# Сергий (Зенкевич)
Епи́скоп Се́ргий (в миру Стефа́н Ива́нович Зинке́вич или Зинькевич или Зенкевич; 1885, Сестрорецк, Санкт-Петербургская губерния — 1938, Томск) — епископ Русской православной церкви, епископ Рыбинский, викарий Ярославской губернии.

## Биография
Родился в октябре 1885 года в Сестрорецке Санкт-Петербургской губернии в семье священника Петропавловской церкви Иоанна Яковлевича Зинкевича (+ 25 октября 1886). Был племянником митрополита Кирилла (Смирнова).
В 1912 году окончил историко-филологический факультет Санкт-Петербургского университета. После окончания университета преподавал историю и латинский язык в 7-й петербургской гимназии. С 1918 по 1921 году был инспектором районного отдела народного образования.
В июле 1921 года был рукоположён в священника к Исаакиевскому кафедральному собору Петрограда, член Правления Общества православных приходов Петрограда и его губернии. Был арестован 24 апреля 1922 года по делу «о сопротивлении изъятию церковных ценностей», освобождён в июле 1922 года за недоказанностью обвинения. С мая 1922 года по ноябрь 1927 года был приписан к Николо-Богоявленскому собору.
После того, как умерла его жена, в 1926 году архиепископом Хутынским Алексием (Симанским) он был пострижен в монашество.
31 октября 1927 года хиротонисан в Ленинграде во епископа Детскосельского, викария Ленинградской епархии.
С 30 декабря 1927 года — епископ Кингисеппский, викарий Ленинградской епархии.
С 3 августа (июля?) 1928 года — епископ Шлиссельбургский, викарий Ленинградской епархии.
С 13 ноября 1929 года — епископ Лодейнопольский, викарий Ленинградской епархии.
С 22 ноября 1933 года — епископ Рыбинский, викарий Ярославской епархии. Отъехать на новую кафедру не успел, поскольку был арестован в Ленинграде 2 января 1934 года и приговорён по делу «евлогиевцев» к 10 годам лагерей. Отбывал срок в Новосибирской области.
Был расстрелян 4 января 1938 года.